# The Truth About Mother Goose
Pour plus de détails, voir Fiche technique et Distribution.
The Truth About Mother Goose est un court métrage d'animation américain réalisé par Bill Justice et Wolfgang Reitherman pour Walt Disney Productions, sorti le 28 août 1957.

## Synopsis
Le film explore trois comptines anglaises: 
- Little Jack Horner sur le voleur d'une tarte qui contenait un présent pour Henri VIII
- Mary, Mary, Quite Contrary sur Marie Stuart
- London Bridge sur l'histoire du Pont de Londres.

## Fiche technique
- Titre original : The Truth About Mother Goose
- Réalisateur : Bill Justice et Wolfgang Reitherman
- Scénario : Bill Peet
- Voix : Page Cavanaugh, John Dehner (narrateur)
- Animateur :  Eric Cleworth, Fred Hellmich, Bill Keil, Dick N. Lucas, Cliff Nordberg, Ed Parks, Al Stetter, Kay Wright
- Layout : Xavier Atencio, Basil Davidovich, Vance Gerry, Richard H. Thomas, Dick Ung,
- Décors : Collin Campbell, Al Dempster, Eyvind Earle
- Effets visuels : Dan McManus
- Musique originale : George Bruns
- Producteur : Walt Disney
- Société de production : Walt Disney Productions
- Distributeur : Buena Vista Film Distribution Company
- Format d'image : Couleur (Technicolor)
- Son : Mono (RCA Photophone)
- Durée : 15 min[1]
- Langue : (en)
- Pays de production :  États-Unis
- Date de sortie : 28 août 1957[1]

## Distinction
- Sélectionner pour l'oscar du meilleur court-métrage d'animation 1957[2]

## Commentaires
Ce court métrage a été diffusé le 17 novembre 1963 dans l'émission Walt Disney's Wonderful World of Color sur NBC en version allongée présentée par Donald Dingue.